# 國引神話
國引神話（日语：国引き神話、くにびきしんわ）乃日本古籍《出雲國風土記》中記載的神話故事之一，形成意宇郡條最初的段落。此外，該故事並未記錄在《記紀》二書中。

## 概要
意宇郡所以號為「意宇」，乃是「八束水臣津野命（やつかみずおみつののみこと）」認為八雲立出雲國是個由東向西狹長的地方，於是以平鋤勾住土地，佐以三個人身粗的繩綱從志羅紀（新羅）牽引拉過來，並以大量泥土杵擣固地。固定繩綱之地為石見國與出雲國之界佐比賣山（さひめやま，今大田市三瓶山），繩綱則形成了薗之長濱（今小津〔平田〕至日御碕一帶的島根半島西端）。接著從北門佐岐（隱岐道前）拉來了狹田國（即多久川〔今講武川、佐陀川〕起至小津（平田）之間的地域，宍道湖北側之山岳），由北門良波（隱岐道後）拉來了闇見國（今松江市手角町之講武川、佐陀川圍起的地域），自高志（越國）都都三埼（つづのみさき，即能登半島的珠洲市）拉來了三穗之埼（今松江市手角町至美保關一帶，亦即島根半島東端），其繩綱形成夜見島，繩綱固定之地則為伯耆國火神岳（今鳥取縣大山）。
八束水臣津野命將這些土地拉引至出雲國後，在意宇杜之地插立一根御杖，並大喊一聲「意惠（おゑ，感嘆詞）！」。因此，「意惠」演變成「意宇（おう）」，也就是意宇郡（今安來市）名稱之起源。

## 內部連結
- 出雲國風土記

## 外部連結
- （日語）島根県：国引き神話
- （日語）国引き神話 出雲国風土記（页面存档备份，存于）